# 18e division (armée impériale japonaise)
Pour les articles homonymes, voir 18e division.
La 18e division (第18師団, Dai-Jūhachi shidan) est une unité d'infanterie de l'armée impériale japonaise. Son nom de code est Division Chrysanthème (菊兵団, Kiku-heidan) et son symbole militaire est 18D. Elle est l'une des deux nouvelles divisions créées immédiatement après la guerre russo-japonaise (1904-1905). Elle reçoit ses couleurs le 13 novembre 1907. Son quartier-général est initialement situé à Kurume dans la préfecture de Fukuoka.

## Histoire
Durant la Première Guerre mondiale, la 18e division est renforcée par la 29e brigade d'infanterie et, sous le commandement du lieutenant-général Kamio Mitsuomi, participe au siège de Tsingtao en Chine en octobre 1914, forçant les forces allemandes à se rendre après un long assaut d'une semaine.
Cependant, le 1er mai 1925, la division est dissoute par le ministre de la Guerre Kazushige Ugaki dans le cadre de mesures d'économies du gouvernement de Katō Takaaki, en même temps que les 13e, 15e et 17e divisions.
La 18e division est ré-établie en septembre 1938 en tant que division triangulaire dans le cadre d'un réarmement de l'armée japonaise avant la seconde guerre sino-japonaise. Comme partie de la 10e armée sous le commandement de l'armée régionale japonaise de Chine centrale, elle est déployée en Chine comme renfort d'urgence pour aller renforcer l'armée expéditionnaire japonaise de Shanghai après la bataille de Shanghai. La 18e division participe ensuite à la bataille de Nankin et aux atrocités du massacre de Nankin qui s'ensuit. Dès septembre 1938, la division passe sous le contrôle de la 21e armée, et participe à l'opération Canton et à l'invasion et l'occupation de la province du Guangdong sous le commandement du lieutenant-général Seiichi Kuno (en). La division reste en Chine pendant l'offensive d'hiver 1939-40 (en) sous le commandement du lieutenant-général Harukichi Hyakutake.
Le 6 novembre 1941, la division passe sous le commandement du lieutenant-général Renya Mutaguchi et est assignée à la 25e armée (commandée par le général Tomoyuki Yamashita). Elle participe à l'invasion japonaise de la Malaisie et à la bataille de Singapour. Le 124e régiment d'infanterie et d'autres unités de la 18e division participent à l'invasion de Bornéo le 16 décembre 1941. Après la conquête de Singapour, la division est transférée à la 15e armée pour participer à l'invasion de la Birmanie, pendant laquelle elle perd 3 000 hommes, principalement de malnutrition et de la malaria, en sécurisant le contrôle de la route de Ledo. La situation de l'approvisionnement empire, et certains éléments de la 18e division à Tanai volent des rations et des armes dans les magasins de la 53e division, gagnant le surnom de « troupe des voleurs ».
En 1942, le détachement Kawaguchi de la division, comprenant la 35e brigade d'infanterie et le 124e régiment d'infanterie, est envoyé à Sarawak, aux Philippines et finalement à Guadalcanal. Il subit de sévères pertes à la bataille de Guadalcanal et à la bataille d'Henderson Field. La 18e division est ensuite convertie en division triangulaire en 1943, tandis que le détachement Kawaguchi devient la 31e division.
Fin 1943, Mutaguchi est promu, et remplacé comme commandant de la division par le lieutenant-général Shinichi Tanaka. Transférée à la 33e armée et aux opérations dans le nord de la Birmanie, la 18e division combat les divisions chinoises menées par les Américains dans son avancée sur Mogaung et Myitkyina, et contre les chindits britanniques opérant derrière leurs lignes. Bien qu'elle subit de lourdes pertes, la division inflige cependant d'importantes pertes et de nombreux retards aux Alliés. Le 114e régiment d'infanterie est spécialement touché avec plus de 2 000 morts au combat tandis qu'il garde un tronçon de rail important et une jonction routière de Myitkyina en 1944 alors sous le commandement de la 56e division.
Après la désastreuse tentative d'invasion de l'Inde en 1944, le lieutenant-général Shinichi Tanaka est remplacé par le lieutenant-général Eitaro Naka, ancien chef d'État-major de l'armée régionale japonaise de Birmanie. En 1945, la division perd de nouveau des milliers d'hommes durant la bataille de Meiktila et Mandalay. Elle se trouve au sud de la Birmanie au moment de la capitulation du Japon le 15 août 1945.
Sur les 31 444 hommes de la division envoyés en Birmanie, plus de 20 000 ne retournent jamais au Japon.